# Ист Ливерпул (Охајо)
Ист Ливерпул (енгл. East Liverpool) град је у америчкој савезној држави Охајо.

## Демографија
По попису из 2010. године број становника је 11.195, што је 1.894 (-14,5%) становника мање него 2000. године.
| Група             | 2000.          | 2010.          |
| Белци             | 12.089 (92,4%) | 10.198 (91,1%) |
| Афроамериканци    | 630 (4,8%)     | 511 (4,6%)     |
| Азијати           | 11 (0,1%)      | 22 (0,2%)      |
| Хиспаноамериканци | 94 (0,7%)      | 121 (1,1%)     |
| Укупно            | 13.089         | 11.195         |